# 競争の番人 内偵の王子
『競争の番人 内偵の王子』（きょうそうのばんにん ないていのおうじ）は、新川帆立による日本の小説。
『競争の番人』シリーズ第2弾。『小説現代』（講談社）にて2022年7月号か8月号にかけて「競争の番人2」として前後編で連載され、加筆修正を経て2022年8月31日に刊行された。
公取委の九州事務所へ転勤した女性審査官・白熊楓が内偵業務のエース・常盤とコンビを組み、呉服業界の内偵を進める中、巨大カルテルの可能性が浮上。第六審査長（通称ダイロク）の旧知のメンバーたちも駆けつけ、巨大カルテル解明に挑むミステリー。

## 登場人物

### 主要人物
白熊 楓（しろくま かえで）
公取委の女性審査官。第六審査長(通称ダイロク）から第四審査への異動を経て、福岡の公取委九州事務所へ転勤する。
常盤 恭太郎（ときわ きょうたろう）
公取委・第四審査の審査官。白熊と共に呉服業界の内定調査を行う。

### 第六審査
小勝負勉（こしょうぶ つとむ）
キャリア審査官。
桃園千代子（ももぞの ちよこ）
審査官。
風見慎一（かざみ しんいち）
審査官。課長補佐。

### 呉服業界の関係者
梶原善一
福岡にある「梶原呉服」の3代目店主。談合に戻らなければ殺害すると書かれた脅迫状が届く。

## 書誌情報
- 競争の番人 内偵の王子（2022年8月31日、講談社、ISBN 978-4-06-528590-9）